# Lumpenbach (Heckbach)
Der Lumpenbach ist ein Fließgewässer im Landkreis Tübingen und im baden-württembergischen Landkreis Reutlingen.

## Geographie

### Verlauf
Der linke Oberlauf Brühlbach entspringt an der Brühlstraße in Mähringen, einem Ortsteil von Kusterdingen. Von dort fließt er in ostnordöstlicher Richtung und nimmt an einem Gewerbegebiet von Mähringen den etwa ebenso langen rechten Oberlauf auf.
Der so entstandene Lumpenbach unterquert die B 28 südlich des Kusterdinger Ortsteils Jettenburg und wendet sich danach auf mehr und mehr nördlichen Lauf. Er mündet nordöstlich von Jettenburg und südwestlich von Wannweil (Landkreis Reutlingen) von rechts in den Heckbach.

### Einzugsgebiet
Das Einzugsgebiet des Lumpenbach ist 5,7 km² groß und zählt naturräumlich zum Teilraum Echaz-Albvorland des Unterraums Mittleres Vorland der mittleren Schwäbischen Alb des Mittleren Albvorlands. Es umfasst nur wenig Wald an der südöstlichen Wasserscheide und linksseits des untersten Laufs, der weit größere Anteil ist jedoch Offenland, das zumeist ackerbaulich genutzt wird. Besiedelt ist es mit dem weit überwiegenden Teil des Dorfes Mähringen um die Quelle des Brühlbachs, einem großen Gewerbegebiet rechtsseits und nur kleinen Teilen von Jettenburg in Satellitenlage links des Mittellaufs, die alle zur Gemeinde Kusterdingen gehören. Ein nur kleiner und völlig unbesiedelter Gebietsanteil um dem Unterlauf gehört zu Wannweil und unbesiedelte Randstreifen im Südosten zur Stadt Reutlingen und anderswo zu anderen Gemeindeteilen von Kusterdingen.
Reihum grenzen die Einzugsgebiete der folgenden Nachbargewässer an:
- Im Osten konkurriert der Firstbach, der kurz vor dem Heckbach in die Echaz mündet;
- der Abfluss jenseits der südlichen Wasserscheide erreicht über den Ehrenbach beim Bläsibad die Steinlach, einen Neckar-Zufluss vor der Echaz;
- im Nordwesten fließt der obere Heckbach vor dem Lumpenbach-Zufluss.

### Zuflüsse
- Brühlbach, linker Oberlauf von Westsüdwesten, 1,7 km
- (Bach aus dem Auchert), rechter Oberlauf von Südwesten, 1,8 km
- Bosch-Graben, von rechts und Südsüdosten kurz vor der B 28, 1,1 km